# 딥 스페이스 1호
딥 스페이스 1호는 1998년 10월 24일 델타 2호로켓이 실려 발사된 미국의 무인 우주선이다. 이온 엔진을 탑재한 소행성 탐사선이다.

## 같이 보기
- 딥 스페이스 2호
- 이온 엔진
- 우주선이 방문한 소행성체와 혜성 목록